# 張伯福
張伯福（？—？），福建閩縣人，明朝政治人物、舉人出身。
洪武二十三年，庚午科福建乡试第一名（解元）。曾任廣東瓊州府教授。